# Katastrophenschutzfachdienst
Mit dem Begriff Katastrophenschutzfachdienst beziehungsweise Fachdienst des Katastrophenschutzes wird in Deutschland die Festlegung und Zusammenfassung bestimmter abgegrenzter Aufgabenbereiche im zivilen Bevölkerungsschutz bzw. Katastrophenschutz bezeichnet.

## Geschichte
Nach dem Zweiten Weltkrieg entstand der Bevölkerungsschutz in Deutschland 1957 mit dem „Ersten Gesetz über Maßnahmen zum Schutz der Zivilbevölkerung“. Als Institution des Zivilschutz wurde der Luftschutzhilfsdienst (LSHD) gegründet. Zur Bewältigung seiner Aufgaben wurde der LSHD in die Fachbereiche Luftschutz-ABC-Dienst, Luftschutz-Bergungsdienst, Luftschutz-Betreuungsdienst, Luftschutz-Brandschutzdienst, Luftschutz-Fernmeldedienst, Luftschutz-Lenkungs- und Sozialdienst, Luftschutz-Sanitätsdienst und Luftschutz-Veterinärdienst aufgegliedert. Bei der Aufstellung der Einheiten wurde mit den bestehenden Hilfsorganisationen zusammengearbeitet. Im Bereich des Brandschutz waren dies die Freiwilligen Feuerwehren, im Bergungsdienst das Technische Hilfswerk (THW), im Sanitätsdienst das Deutsche Rote Kreuz (DRK), die Deutsche Lebens-Rettungs-Gesellschaft (DLRG), der Arbeiter-Samariter-Bund (ASB), die Johanniter-Unfall-Hilfe (JUH) und der Malteser Hilfsdienst (MHD) und im Bereich des ABC-Dienstes der Bundesluftschutzverband.
Mit dem Gesetz zum Erweiterten Katastrophenschutz wurde der Luftschutzhilfsdienst 1968 aufgelöst, da nun der „erweiterte Katastrophenschutz“ als Vorhaltung von Personal aus dem normalen Katastrophenschutz für den Verteidigungsfall an seine Stelle trat. Die Eingliederung wurde 1971 umgesetzt. Im Gesetz wurde festgelegt, dass die Einheiten und Einrichtungen des Katastrophenschutzes zur Bekämpfung der besonderen Gefahren und Schäden, die im Verteidigungsfall drohen, befähigt sein müssten. Insbesondere wurden dabei Brandschutz, Bergung und Instandsetzung, ABC-Schutz, Sanitätswesen, Veterinärwesen, Betreuung, Fernmeldewesen, Versorgung und Verpflegung genannt. In der Folge wurden taktische Einheiten in Form von Katastrophenschutzzügen entsprechend diesen Fachbereichen gebildet.
Die festen Vorgaben des Bundes zu den Einheiten des Katastrophenschutzes fielen 1997 mit dem Gesetz zur Neuordnung des Zivilschutzes (ZSNeuOG) weg. Die Festlegung des Umfangs, der Ausrüstung und Personalausbildung der jeweiligen Einheiten sind nun Materien der Landesgesetzgebung. Die Länder haben entsprechend eigene, teilweise unterschiedliche und von den früheren STAN abweichende Regelungen getroffen. Die etablierte Einteilung in die Fachdienste wurde trotzdem von den Ländern und den beteiligten Hilfsorganisationen größtenteils beibehalten. Durch einige in den 1990er Jahren erstellte Konzepte, wie den Einsatzeinheiten, wird ein multifunktionaler Einsatz des eingesetzten Personals betont.

## Fachdienste
Neben den im Gesetz zum Erweiterten Katastrophenschutz aufgezählten Bereichen haben sich in einigen Bundesländern und Hilfsorganisationen zusätzliche Fachdienste in speziellen Aufgabenbereichen definiert. Jeder Fachdienst verfügt über ein eigenes taktisches Zeichen. In vielen Hilfsorganisationen existieren Fachdienstabzeichen, die entsprechend ausgebildetes Personal an seiner Dienstbekleidung tragen darf.
Die gängigen Fachdienste lauten in alphabetischer Reihenfolge:
- ABC-Dienst (Fachdienst V) ABC-Dienst

ABC-Dienst

Die Aufgabe des ABC-Dienst ist die Feststellung atomarer, biologischer und chemischer Gefahren sowie die Entgiftung von Menschen und Sachen. Im Bereich des ABC-Dienst sind heute hauptsächlich die Feuerwehren, früher auch öfters Regieeinheiten tätig. In Einzelfällen auch Hilfsorganisationen wie ASB, DLRG, DRK, JUH und MHD sowie das THW.
- Bergungsdienst (Fachdienst II) Bergungsdienst

Bergungsdienst

Die Aufgaben des Bergungsdienst sind die Rettung von Menschen und Tieren aus besonders schweren Situationen sowie die Bergung von Sachwerten, die bei einem Unglück bzw. einer Großkatastrophe in Mitleidenschaft gezogen worden sind. Dazu gehört auch die Erkundung der Schadenslage und die Ortung von verschütteten Personen. Weitere Aufgaben des Bergungsdienstes sind Räumarbeiten sowie das Herrichten von Wegen und Übergängen. Im Bergungsdienst ist quasi ausschließlich das THW tätig. Dies schließt Technische Hilfeleistung durch Feuerwehren nicht aus.
- Betreuungsdienst (Fachdienst VI) Betreuungsdienst

Betreuungsdienst

Die Aufgabe des Betreuungsdienst ist die Versorgung der von einem Großschadensereignis oder einer Gefahrenlage betroffenen Menschen. Dies umfasst vor allem die vorübergehende Unterbringung, die Verpflegung sowie die psychische und soziale Betreuung. Ein Teilgebiet ist die Psychosoziale Notfallversorgung, die seelische Betreuung von Betroffenen direkt nach einem Unglück. Im Bereich des Betreuungsdienst sind unter anderem ASB, DRK, JUH, MHD und in seltenen Fällen die DLRG tätig.
- Brandschutzdienst (Fachdienst I) Brandschutzdienst

Brandschutzdienst

Die Aufgabe des Brandschutzdienst ist die Brandbekämpfung, die Brandverhütung und die Rettung von Menschen im Katastrophenfall. Zu diesem Aufgabengebiet gehört auch die Löschwasserversorgung anderer Brandschutzeinheiten. Im Bereich des Brandschutzdienst sind ausschließlich die Feuerwehren tätig.
- Fernmeldedienst (Fachdienst VIII) Fernmeldedienst

Fernmeldedienst

Die Aufgabe des Fernmeldedienst ist das Herstellen und Betreiben von Funk- und Fernsprechverbindungen sowie die Bereitstellung und Wartung der technischen Kommunikationsausstattung. Der Fernmeldedienst hat innerhalb des Katastrophenschutzes die Aufgabe die anderen Fachdienste zu unterstützen. Des Weiteren übernimmt der Fernmeldedienst Aufgaben im Bereich der Einsatzleitung, wie die Beschaffung und Pflege einsatzrelevanter Informationsgrundlagen und Daten als Entscheidungshilfen, das Führen von Einsatzmittel- und Einsatzkräfteübersichten und die Dokumentation des Einsatzverlaufs. Aufgrund der Querschnittsfunktion des Fernmeldedienstes ist jede im Katastrophenschutz tätige Organisation in diesem Fachdienst tätig. Hinzu kommen noch Regieeinheiten und in manchen Bereichen Notfunkgruppen der Funkamateure.
- Instandsetzungsdienst (Fachdienst III) Instandsetzungsdienst

Instandsetzungsdienst

Die Aufgabe des Instandsetzungsdienst ist die behelfsmäßige Instandsetzung von Ver- und Entsorgungsanlagen. In diesem Fachdienst ist nur das THW tätig.
- Sanitätsdienst (Fachdienst IV) Sanitätsdienst

Sanitätsdienst

Die Aufgabe des Sanitätsdienst ist die Versorgung von Verletzten und Erkrankten bei einem Massenanfall von Verletzten oder Erkrankten. Dies umfasst vor allem die Schaffung von erforderlicher Infrastruktur durch Aufbau von Behandlungsplätzen und Einrichtung von Rettungsmittelhalteplätzen. Im Bereich des Sanitätsdienst sind unter anderem ASB, DLRG, DRK, JUH und MHD tätig.
- Verpflegungsdienst (sofern eigenständig; ansonsten im Betreuungsdienst[5] und teilweise auch im Versorgungsdienst[6] verortet) Verpflegungsdienst

Verpflegungsdienst

Die Aufgabe des Verpflegungsdienst ist die Herstellung und Ausgabe von Warm- und Kaltverpflegung sowie Getränken zur Versorgung von Betroffenen und Einsatzkräften in einem Einsatzfall. Im Bereich des Verpflegungsdienst sind ASB, DLRG, DRK, JUH, MHD und THW sowie vereinzelt die Feuerwehren tätig.
- Versorgungsdienst (Fachdienst IX)

Die Aufgabe des Versorgungsdienst ist die materielle Versorgung der Einheiten und Einrichtungen sowie Aufgaben der Materialerhaltung. Die Tätigkeiten des Versorgungsdienstes übernimmt aktuell jede Organisationen für ihre Teilaufgabe.
- Veterinärdienst (Fachdienst VII) Veterinärdienst

Veterinärdienst

Die Aufgabe des Veterinärdienstes ist die Verhinderung, Verminderung und Beseitigung von Schäden, die bei Katastrophen an Tieren, Lebensmitteln tierischer Herkunft, Futtermitteln und Tränkwasser auftreten. Im Bereich des Veterinärdienstes sind neben den regulären im Veterinärwesen Tätigen nur noch Regieeinheiten aktiv.
- Führung/Einsatzleitung (Fachdienst X)

Die Führung wird durch die jeweiligen Trägerorganisationen oder Regieeinheiten gewährleistet.
- Sonstige Fachdienste

Des Weiteren haben sich speziellere Rettungsdienstarten bzw. Katastrophenschutzeinheiten als Fachdienste – abseits der früheren Regelungen – etabliert. Hierzu gehören beispielsweise die Wasserrettung, Höhen-, Tiefen-, Höhlen- und Bergrettung sowie die Notfallseelsorge.

## Ausbildung
Die Ausbildung des eingesetzten Personals erfolgt durch die Hilfsorganisationen. Der Umfang der Fachdienstausbildungen ist unterschiedlich, umfasst aber meistens einen Zeitumfang von 16 bis 48 Stunden.